# Északnyugati partvidéki és fennsíki indiánok
Az északnyugati partvidéki és fennsíki indiánok az Alaszkai-öböltől a Cascade-hegységig, keleten a Sziklás-hegységig elterülő térséget benépesítő törzsek gyűjtőneve.

## Területük és környezetük
Az északnyugati part mentén a nyugati hegyek a tengerbe futnak. Ahol nincsenek oltalmat adó, part menti szigetek, ott a Csendes-óceán hullámverése sűrű erdővel borított hegyoldalakat ostromol, és a dagály a meredek folyóvölgyeken mérföldekre benyomul a szárazföld hűvös erdei közé. A parti síkságok mentén húzódó szigetek közt meleg óceáni áramlatok hullámzanak, melyek homokos és simára csiszolt sziklás tengerpartok által szegélyezett, buja, mérsékelt övi esőerdőket alakítanak ki. A parti hegységek és fjordok mögött hatalmas, száraz fennsík terül el, ahol az örökzöld erdőket dimbes-dombos, fűvel, zsályacserjével borított és elszórtan tölgyfákkal tarkított pusztaságok törik meg. A környező hegyek gleccsereinek olvadó vize táplálja az elszórt tavakat, valamint a Columbia és a Fraser-folyók nagy vízrendszereit.

## A törzsek listája
- bella coolák vagy bellakúlák
- cimsiánok
- csinukok
- flethedek
- haidák
- klamatok
- kutenék
- kvakiutlok
- liluitok
- makák
- modokok
- nez percék
- nútkák
- okanágenek
- parti szelisek
- saszvepok
- szenpojlok
- szpokének
- tlingitek

## Életmódjuk
E változatos táj népeiben közös volt, hogy életük a lazacra épült. Tavasszal a kifejlett halak a tengertől messze felúsztak a folyókon, hogy ikráikat a sekély, murvás szakaszokon lerakják. A lazac vándorlása éppúgy megjósolható, akár az évszakok, így a földművelés egyedüli formája a dohánytermesztés volt a termékeny folyódeltákban és néhol a partvidéken.

### Egyéb táplálékforrásaik
A parton még lazac nélkül is bőven volt élelem: pisztráng, tőkehal, laposhal, hering, viaszlazac és egyéb halféleségek. Az egyik kishal, az oolichan (Thaleichthys pacificus), annyi olajat tartalmazott, hogy kiszárítva, kanóccal ellátva gyertyaként lehetett vele világítani. Rengeteg volt a tengeri emlős is. A nútkák és a makák bálnára vadásztak, és valamennyi nép elejtette a fókát, a delfint, az oroszlánfókát és a tengeri vidrát. A kagyló, a tengeri sün és az osztriga oly bőségben fordult elő, hogy az ősi falvak helyét több méter vastagságú kagylóhéjhalmok jelzik. A környező erdők tele voltak keményítőtartalmú gyökerekkel, bogyókkal éppúgy, mint szarvassal, hóddal, medvével, nyesttel és egyéb apróvaddal. A magasabb tájak vadászai jávorszarvasra, havasi kecskékre, vapitira és grizzly medvére vadászhattak.

## Kultúrájuk
Ez a hatalmas természeti bőség olyan kultúrát táplált, amely kifinomultságában vetekedett bármely másikkal Észak-Amerikában. Nyersanyaga a puha, de tartós óriás tuja más néven vörös cédrus (Thuja plicata) volt. Az északi házak gyámfáit egymáshoz illeszkedő cédrusdeszkák borították, hatalmas szelemenje pedig nyeregtetőt tartott. A házakat gyakran faragták és festették. A térség déli felének házai nagyobbak voltak, de fészertetővel borították, és alig vagy egyáltalán nem díszítették őket. Jó néhány rokon család lakott az ablaktalan belső térben úgy, hogy a középső nagy közösségi tér körül mindegyik család egy-egy polcszerű helyet foglalt el.
Az északi művészek káprázatosan bonyolult, sajátos címerpajzsokat véstek és festettek oszlopaikra, házaik oromzatára, csónakjaikra, sőt még háztartási eszközeikre is. Az úgynevezett „totemoszlopok” különösen a tlingitek, a haidák és a cimsiánok közt voltak a teremtő erők legerőteljesebb művészi megnyilvánulásai. Ez a művészi energia sok, északnyugati part menti társadalomban osztálytudattal rendelkező társadalommal járt együtt.
A térség azon részeiben, ahol az emberek a nemesség, a köznép és a szolgák osztályaiba tagozódtak, a társadalmi helyzet anyagi kifejeződése alapvető fontosságúnak számított. Az egyének, családok és nemzetségek állatősök és egyéb mitologikus alakok képmásait birtokolták és állították közszemlére. Bizonyos nevekre, címekre, dalokra, táncokra és mítoszokra éppúgy jogot formáltak, mint a vadászterületekre és a kagylómezőkre. Ott, ahol a társadalom kevésbé volt tagolt, mint például a szelisek és a csinukok között, a státusszimbólum is kevesebb volt, és a művészek főként vallásos tárgyakra szorítkoztak munkáikban.
A szárazföld belsejében, a Columbia és a Fraser folyók vízgyűjtője mentén élő népek vadászok és gyűjtögetők voltak, akik életüket halra, szarvasra, havasi kecskére, nyúlra, egyéb apróvadra, valamint a puszták és erdők nyújtotta növényekre alapozták. A körülöttük lévő kultúráktól azonban nem szigetelődtek el teljesen. Embereket és állatokat ábrázoló kőfaragványok bizonysága szerint a partvidéki kultúra a kereskedőkenukon vélhetően már ősidőktől fogva eljutott hozzájuk. Később egyes csoportok, így a nez percék is, rájöttek, hogy a ló tökéletesen idomul a fennsík füves pusztáihoz, és így a síksági életmódra tértek át.

### A cédrusfa
A Csendes-óceán partja menti szigeteket és hegyoldalakat borító sűrű, buja esőerdőket egykor a vörös cédrusfák, más néven óriás tuják uralták. Az egyenes és vastag duglászfenyőtől (Pseudotsuga) és a göcsörtös vadszamócafától eltérően a kifejlett vörös cédrus bozontos óriás volt, melynek vastag, bordázott és barázdált törzse magasra emelkedett ki a sűrű aljnövényzetből. A fa lehántolt kérge értékes rostforrásul szolgált, melyből sokféle tárgyat: kosarat, kötelet, szőnyeget, köpenyt és egyéb ruhadarabokat is szőttek.
Maga a cédrusfa puha és könnyen megmunkálható, ugyanakkor igen rugalmas, és ellenáll a nedves éghajlatnak és a sós tengeri levegőnek. A finoman vésett totemoszlopok tovább megmaradtak, mint a falvak, melyekben álltak. A hatalmas cédrustörzseket olykor kiásták, gőzöléssel és feszítéssel középütt megszélesítették, majd kivájták, így készítettek belőle áramvonalas tengerjáró kenukat. A haidáké olykor a 21 méteres hosszúságot is elérte. A fafaragók a fatömböket dramatikus maszkokká és finoman formált ünnepi edényekké alakították át, vagy fatáblákon keltették életre az északnyugati partvidék festészetének burjánzó és bonyolult formakincsét.
A cédrus erezete olyan egyenes, hogy a fa könnyedén felhasítható hosszú, vékony deszkákra és zsindelyre, mely az északnyugati part jellegzetes, nagy közösségi házainak ideális építőanyaga volt. A fa puhaságát és egyenességét „hajlított” dobozok készítésére is kihasználták úgy, hogy a cédrusdeszkát gőzöléssel hajlították alakra.